# Näsby IF
Näsby IF är en idrottsklubb hemmahörande i Kristianstad i nordöstra Skåne.

## Handbollens historia
Näsby Idrottsförening stiftades 1928 på initiativ av Erik Olsson och Gösta Rosenkvist. Klubben hade 25 medlemmar första året. Medlemsantalet 1952 var 289, därav 58 handbollsspelare. Handbollssektionen grundades 1930. Man anslöt sig till Svenska Handbollförbundet 1932. A-laget startades 1930.  Hemmamatcherna spelades till 1947 i "Korridoren" och därefter i Sporthallen 1947-1964 och sedan i idrottshallen. Man startade i division tre och vann serien 1936-1937 och flyttades upp men åkte ur direkt. Man vann serien året därpå och spelade i division 2 Sydsvenska 1939-1943. Då började man spela i division 2 och tog två andraplatser innan man 1950 vann serien. Man klarade kvalet och gick upp i Allsvenskan där man fick spela i tre säsonger men sen var den allsvenska sagan all. 1952 nådde man semifinalen i SM men förlorade mot lokalkonkurrenten IFK Kristianstad i denna. 1952 vann man sin första DM-titel. 1952 års lag var det bästa representationslaget och bestod av Bertil Sjörén, Arne Risberg, Axel Nissen, Uno Danielsson, Ingvar Westher, Roy Nissmark, Gunnar Lövkvist, Östen Mårtensson, Karl-Erik Johansson och Olle Mårtensson. 1951 nådde damlaget semifinalen i den allra första upplagan av SM-slutspel för damer i Sverige.
Nästa storhetsperiod var 1970-talet då föreningen tog 2 JSM-guld i rad 1974 och 1975. Laget var ett stabilt division 2-lag som ofta låg i toppen. Spelare i denna generation var främst Lennart Ebbinge, men även Conny Larsson, målvakt och senare i IFK Kristianstad. Men klubben stod i skuggan av IFK och blev mera en ungdomsklubb. Som sådan har den fortsatt att fostra goda spelare, ett exempel är Anton Lindskog. 
2016 gick handbollsverksamheten upp i IFK Kristianstad, men vissa lag spelar därefter under namnet Näsby Handboll.
Både klubbens handbolls- och fotbollslag spelade i grön-vita matchdresser.

## Fotbollens historia

### 1927–1933
Redan innan föreningen antog namnet Näsby Idrottsförening bedrevs det på platsen fotbollsaktiviteter. Från Bromölla IF:s jubileumsskrift omtalas det att deras första pokal i prisskåpet vanns i en tävling om fyra matcher i fotboll (1927) mot ett Näsbylag som då hette Näsby Allmänna Idrottsförening.
På våren 1928 var det några Näsbygrabbar som föreslog att bilda en ny förening vid namn Näsby Idrottsförening.
Bakom förslaget var Erik Olsson, Gunnar Brandin, Knut Kronholm, Sigvard Bengtsson, Hugo Lindström samt Karl-Gösta Nilsson.
En interimsstyrelse tillsattes med Erik Olsson som ordförande. Första årsmötet hölls den 6 juni 1928 på Perssons Café på Nygårdsvägen, och hade samlat ett 30-tal medlemmar.
1929 beviljades föreningen inträde i Riksidrottsförbundet med sporterna fotboll, gymnastik och allmän idrott. Fotbollen blev den dominerade grenen, vilket visade sig redan 1930-1931 genom vinst i Nordöstra Pokalserien.
Åren 1931-1933 deltog föreningen i Skåneserien div 1 och hade då flera Landskronaspelare med i laget då de gjorde sin värnplikt i dåvarande I6. 
Samlingspunkt för Näsbygrabbarna var Carl Perssons Café.

### 1966–
Åren 1966-1971 låg NIF i div. 4 men åkte ur serien 1971. 1977 vann man femman och stannade då i fyran fram till 1982 då åkte man ner för att året efter under ledning av Anders Linderoth återigen ta steget upp i fyran.
De efterkommande 16 åren (1984-1999) var NIF ett stabilt div. 4-lag som baserade laget på egna produkter, bra tränare och stark sammanhållning. Man var också uppe och spelade i elitfyran.
1999 lyckades laget efter en fantastisk säsong vinna div. 4. Tränare var Peter Persson som också ledde laget de två första säsongerna i trean.
Att gå upp i div. 3 var stort för en förening av NIF:s storlek och resultatet det första året var över förväntan. Andra året tvingades laget kvala sig kvar i serien och året därpå blev man degraderade till div. 4. Laget hade då ett tungt år med stora spelarförluster vilket gjorde att man inte var slagkraftiga nog. Året i div. 4 fortsatte den negativa trenden och NIF flyttades ner ännu en serie. 2004 klarade man sig kvar i femman efter kvalspel. Numera spelar man i div.6.

## Grönevi - idrottsplatsen
NIF saknade länge en egen plan att spela på. De första åren i föreningens historia spelade man på regementet I6/P6 idrottsplats där nuvarande högskola ligger.
Sedan dess har man också använt Näsby bollplan beläget mitt i villakvarteren på Näsby. Björkvallen och Fröknegårdsplanen har också använts till match- och träningsplaner.
1983 stod Grönevi klart och äntligen hade NIF en anläggning för match och träning ute på Näsby. I anslutning till planen byggde föreningen omklädningsrum. Man övertog också Karl Anderssons gamla hus, som byggdes om och renoverades för att användas som klubbhus.